# Ukraiński Komitet Konspiracyjny
Ukraiński Komitet Konspiracyjny – powstał w grudniu 1923 w powiecie sarneńskim w ramach organizowanej przez OGPU ukraińskiej konspiracji polityczno-zbrojnej pod szyldem aresztowanego przez OGPU po przekroczeniu granicy polsko-sowieckiej gen. Jurka Tiutiunnyka. 
Głównym zadaniem było przyjmowanie od nadgranicznych agend Państwowego Zarządu Politycznego (GPU) literatury i korespondencji przeznaczonej dla ukraińskiej ludności w Polsce. Był to element akcji prowokacyjnej OGPU  realizowanej w ramach Operacji Trust, wymierzonej przeciwko ośrodkom emigracji antysowieckiej i ich kanałom komunikacyjnym z ZSRR. 
O istnieniu komitetu donosiły polskie służby bezpieczeństwa z Brześcia nad Bugiem. Według polskich służb bezpieczeństwa z Łucka, podobny komitet działał również w Rokitnie.